# Nati nel 1917/Maggio
| Questa pagina contiene informazioni ricavate automaticamente dalle voci biografiche con l'ausilio del template Bio e di un bot. L'aggiornamento è periodico e automatico e ricostruisce completamente la pagina. Se manca una persona in questa lista, sei pregato di non aggiungerla, ma accertati piuttosto che la sua voce biografica contenga il template Bio e che i dati anagrafici siano correttamente compilati. Se il template Bio manca, inseriscilo tu stesso o, in alternativa, metti l'avviso {{tmp\|Bio}} che ne segnala la mancanza. Se i dati riportati sono sbagliati, correggi direttamente la voce biografica; le modifiche saranno visibili in questa lista entro pochi giorni. Per chiarimenti vedi il progetto biografie. La lista contiene solo le 112 persone che sono citate nell'enciclopedia e per le quali è stato implementato correttamente il template Bio. Pagina aggiornata al 10 giu 2025. |

- 1º maggio - Jacqueline Beaujeu-Garnier, geografa francese († 1995)
- 1º maggio - John Beradino, attore e giocatore di baseball statunitense († 1996)
- 1º maggio - Fëdor Chitruk, regista, sceneggiatore e animatore sovietico († 2012)
- 1º maggio - Danielle Darrieux, attrice francese († 2017)
- 1º maggio - Frank Garcia, cestista e giocatore di baseball statunitense († 1956)
- 1º maggio - Pasquale Torre, calciatore italiano († 1966)
- 2 maggio - Ezio Bevilacqua, aviatore e militare italiano († 1942)
- 2 maggio - Filippo Carpi De Resmini, avvocato e funzionario italiano († 1993)
- 2 maggio - Albert Casteleyns, pallanuotista e bobbista belga († 1974)
- 2 maggio - Will Kuluva, attore, produttore cinematografico e produttore televisivo statunitense († 1990)
- 2 maggio - Ol'ga Aleksandrovna Sanfirova, aviatrice sovietica († 1944)
- 2 maggio - Văn Tiến Dũng, generale, politico e scrittore vietnamita († 2002)
- 3 maggio - Betty Comden, attrice teatrale, sceneggiatrice e commediografa statunitense († 2006)
- 3 maggio - Kiro Gligorov, politico macedone († 2012)
- 3 maggio - Leopoldo Trieste, attore, drammaturgo e regista italiano († 2003)
- 4 maggio - Charles Kingsley Barrett, biblista britannico († 2011)
- 4 maggio - Orlando Fantoni, calciatore e allenatore di calcio brasiliano († 2002)
- 5 maggio - Aage Eriksen, lottatore norvegese († 1998)
- 5 maggio - Fausto Fornaci, militare e aviatore italiano († 1945)
- 5 maggio - June Lang, attrice statunitense († 2005)
- 5 maggio - Pío Leyva, cantautore cubano († 2006)
- 5 maggio - Maria Malara Arria, pittrice italiana († 2022)
- 5 maggio - Massimo Mida, critico cinematografico, regista e sceneggiatore italiano († 1992)
- 5 maggio - Lauritz Opstad, storico norvegese († 2003)
- 5 maggio - David Shaw, calciatore e allenatore di calcio scozzese († 1977)
- 7 maggio - Domenico Bartolucci, cardinale, compositore e direttore di coro italiano († 2013)
- 7 maggio - Romolo Lestini, calciatore italiano
- 7 maggio - Anthony Provenzano, mafioso statunitense († 1988)
- 7 maggio - Carlo Rossetti, calciatore italiano
- 7 maggio - David Tomlinson, attore britannico († 2000)
- 8 maggio - Antonio Bernieri, partigiano e politico italiano († 1990)
- 8 maggio - Raúl Calvo, cestista e allenatore di pallacanestro argentino († 1996)
- 8 maggio - Lauri Parkkinen, pattinatore di velocità su ghiaccio finlandese († 1994)
- 8 maggio - Aurelio Roncaglia, filologo e critico letterario italiano († 2001)
- 9 maggio - Fay Kanin, sceneggiatrice, drammaturga e produttrice cinematografica statunitense († 2013)
- 9 maggio - Martin Möbus, militare e aviatore tedesco († 1944)
- 9 maggio - George Nelmark, cestista statunitense († 2010)
- 9 maggio - Gregorio Samaniego, calciatore argentino
- 9 maggio - Richard Shores, compositore e direttore d'orchestra statunitense († 2001)
- 10 maggio - Alberto Citterio, calciatore e allenatore di calcio italiano
- 10 maggio - Giovanni Battista Froggio, scrittore, poeta e giornalista italiano († 1986)
- 10 maggio - Margo, attrice e ballerina messicana († 1985)
- 10 maggio - Charlie O'Rourke, giocatore di football americano canadese († 2000)
- 10 maggio - Shigeo Sugiura, nuotatore giapponese († 1988)
- 10 maggio - Giuseppe Vaccaro, matematico italiano († 2004)
- 11 maggio - John B. Calhoun, etologo statunitense († 1995)
- 11 maggio - Eva Garza, cantante e attrice statunitense († 1966)
- 12 maggio - Maya Deren, regista ucraina († 1961)
- 13 maggio - Oddo Biasini, politico e partigiano italiano († 2009)
- 13 maggio - Barbara Burke, velocista britannica († 1998)
- 13 maggio - Tudor Greceanu, militare e aviatore rumeno († 1994)
- 13 maggio - Alberto Mozzati, pianista e docente italiano († 1982)
- 13 maggio - Teodoro Salah, pallanuotista cileno († 1995)
- 14 maggio - Giuliano Gioia, militare e aviatore italiano († 1941)
- 14 maggio - Salvador Gualtieri, calciatore e allenatore di calcio argentino († 1998)
- 14 maggio - Lou Harrison, compositore e musicista statunitense († 2003)
- 14 maggio - William Thomas Tutte, matematico e crittografo britannico († 2002)
- 15 maggio - Giuseppe D'Alema, partigiano e politico italiano († 1994)
- 16 maggio - George Gaynes, attore e produttore cinematografico finlandese († 2016)
- 16 maggio - Juan Rulfo, scrittore, sceneggiatore e fotografo messicano († 1986)
- 16 maggio - Vera Rózsa, cantante ungherese († 2010)
- 17 maggio - Dmitrij Ivanovič Maevskij, pittore russo († 1992)
- 17 maggio - Mahpeyker Hanimsultan, principessa ottomana († 2000)
- 18 maggio - James Donald, attore britannico († 1993)
- 18 maggio - Bill Everett, fumettista statunitense († 1973)
- 18 maggio - Geoffrey Charles Tasker Keyes, militare britannico († 1941)
- 18 maggio - Arturo Schena, banchiere e politico italiano († 1990)
- 19 maggio - Osvaldo Civirani, produttore cinematografico, regista e fotografo italiano († 2008)
- 20 maggio - Richard Cobb, storico e saggista britannico († 1996)
- 20 maggio - David McClelland, psicologo statunitense († 1998)
- 20 maggio - Seikichi Toguchi, karateka e maestro di karate giapponese († 1998)
- 20 maggio - Peter Trent, attore britannico
- 21 maggio - Raymond Burr, attore canadese († 1993)
- 21 maggio - Aurelio Curti, politico italiano († 1990)
- 21 maggio - Jan Deddens, poliziotto olandese († 1999)
- 21 maggio - Aníbal Paz, calciatore uruguaiano († 2013)
- 22 maggio - John Moir, cestista statunitense († 1975)
- 22 maggio - Daniel Nagrin, ballerino, coreografo e insegnante statunitense († 2008)
- 22 maggio - Georg Tintner, direttore d'orchestra austriaco († 1999)
- 22 maggio - Fernanda de' Maffei, storica dell'arte italiana († 2011)
- 23 maggio - José María Cirarda Lachiondo, arcivescovo cattolico spagnolo († 2008)
- 23 maggio - Preben Lerdorff Rye, attore danese († 1995)
- 23 maggio - Edward Norton Lorenz, matematico e meteorologo statunitense († 2008)
- 23 maggio - Eigil Pedersen, scacchista e compositore di scacchi danese († 1994)
- 23 maggio - Tatiana Riabouchinska, ballerina e insegnante russa († 2000)
- 24 maggio - Arnaldo Fasoli, allenatore di calcio e calciatore italiano
- 24 maggio - Florence Knoll, architetta, designer e imprenditrice statunitense († 2019)
- 24 maggio - Rosario Lacerenza, compositore e direttore di banda italiano († 1999)
- 24 maggio - Ian Russell, XIII duca di Bedford, scrittore inglese († 2002)
- 25 maggio - Steve Cochran, attore statunitense († 1965)
- 26 maggio - Vittorio Chierroni, sciatore alpino italiano († 1986)
- 26 maggio - Paul Alfons von Metternich-Winneburg, pilota automobilistico tedesco († 1992)
- 26 maggio - Frans Van Hellemont, ciclista su strada e ciclocrossista belga († 1986)
- 27 maggio - Les McKay, pallanuotista australiano († 1981)
- 27 maggio - Flora Wiechmann Savioli, artista italiana († 2011)
- 28 maggio - Larry Buhler, giocatore di football americano statunitense († 1990)
- 28 maggio - Gerald Cash, politico inglese († 2003)
- 28 maggio - Barry Commoner, biologo e politico statunitense († 2012)
- 28 maggio - Papa John Creach, violinista statunitense († 1994)
- 28 maggio - Romeo Mancini, pittore e scultore italiano († 2003)
- 28 maggio - Marshall Reed, attore statunitense († 1980)
- 29 maggio - Miguel Ablóniz, chitarrista e compositore greco († 2001)
- 29 maggio - John Fitzgerald Kennedy, politico statunitense († 1963)
- 29 maggio - Sabina Santilli, attivista italiana († 1999)
- 29 maggio - Joseph Somers, ciclista su strada belga († 1966)
- 30 maggio - Max Bozzoni, ballerino francese († 2003)
- 30 maggio - Peter Leeds, attore statunitense († 1996)
- 30 maggio - Pamela May, ballerina trinidadiana († 2005)
- 31 maggio - Dick Evans, giocatore di football americano e cestista statunitense († 2008)
- 31 maggio - Jean Rouch, etnologo, antropologo e regista francese († 2004)
- 31 maggio - Massimo Serato, attore italiano († 1989)
- 31 maggio - Dante Sotgiu, politico italiano († 2003)